# Artrocentesis
La artrocentesis es el procedimiento que  consiste en la punción articular y extracción de una muestra del líquido sinovial del espacio articular en una articulación.

## Clasificación
Los líquidos sinoviales se clasifican en función del número de leucocitos en: 
- No inflamatorio: si el recuento leucocitario es inferior a 2.000/mL y el porcentaje de polinucleares inferior al 25%. Se observa en la artrosis, osteonecrosis y artropatías mecánicas,el líquido es claro, amarillento y deja leer a su través.
- Inflamatorio: si la cifra de leucocitos es entre 2.000/mL y 50.000/mL y el porcentaje de polinucleares superior al 50%. Se observa en la artritis reumatoide, artropatías por microcristales, espondiloartropatías etc. El líquido es amarillento translúcido u opaco, en función del número de células, y no deja leer a su través.
- Infeccioso: cuando el recuento celular es superior a 50.000/mL y la cifra de polinucleares superior al 75%; es propio de las artritis infecciosas. El líquido es turbio y opaco.

El líquido hemorrágico (hemartros) se observa en traumatismos, artropatía neuropática, diátesis hemorrágica de cualquier etiología, sinovitis vellonodular pigmentada, tumores malignos y ocasionalmente en la condrocalcinosis.